# Сувалки (месторождение)
Сувалки — месторождение магнетита в Польше в районе города Сувалки.

## История
Месторождение открыто в 1962 году.

## Характеристика
По оценкам запасы составляют 1 млрд т. Залежи магнетита имеют примеси титана и ванадия.